# ГЕС Çetin Main
ГЕС Çetin Main — гідроелектростанція, що споруджується на південному сході Туреччини. Знаходячись між ГЕС Перварі (вище по течії, на початковому етапі будівництва) та ГЕС Алкумру, входитиме до складу каскаду на річці Ботан, лівій притоці Тигру. При цьому в майбутньому нижче повинні розташовуватись кілька значно менших станцій комплексу (ГЕС Çetin Lower) загальною потужністю 100 МВт.
В межах проекту річку перекриють кам'яно-накидною греблею з асфальтовим ядром висотою 159 метрів (від фундаменту, висота від дна річки — 143 метри), довжиною 500 метрів та товщиною по гребеню 10 метрів, котра потребуватиме 10,7 млн м3 породи і 50 тис. м3 асфальту. На час будівництва воду відвели за допомогою двох тунелів довжиною по 0,8 км з діаметром 8 метрів. Гребля утримуватиме водосховище, витягнуте по долині річки на 20 км, крім того, затока довжиною 10 км виникне в долині правої притоки Büyükçay. Резервуар матиме площу поверхні 10 км2 та об'єм 610 млн м3 (корисний об'єм 354 млн м3).
Через тунель довжиною 0,5 км ресурс подаватиметься у пригреблевий машинний зал. Останній обладнають трьома турбінами типу Френсіс потужністю по 134 МВт та однією з показником 18 МВт, які при напорі у 140 метрів повинні будуть забезпечувати виробництво 1,1 млрд кВт-год електроенергії на рік.
Видача продукції відбуватиметься по ЛЕП, розрахованій на роботу під напругою 380 кВ.
Роботи за проектом, котрий належав норвезькій компанії Statkraft, почались у 2012-му. Втім, за три роки будівництво зупинили через припинення перемир'я між турецькою владою та курдськими повстанцями. В 2017-му права на проект, котрий на той момент мав будівельну готовність 33 %, викупила турецька компанія Limak Enerji.